# 圣拉梅
圣拉梅（法語：Sainte-Ramée，法語發音：[sɛ̃t ʁame]）是法国滨海夏朗德省的一个市镇，位于该省南部，属于容扎克区。

## 地理
圣拉梅（45°25'26"N, 0°39'40"W）面积4.67 平方千米，位于法国新阿基坦大区滨海夏朗德省，该省份为法国西部滨海省份，北起旺代省，西临大西洋，南至吉倫特省，东南接多爾多涅省，东北接德塞夫勒省接壤，东临夏朗德省。
与圣拉梅接壤的市镇（或旧市镇、城区）包括：圣西耶迪塔永、圣迪藏迪加、圣托马德科纳克。

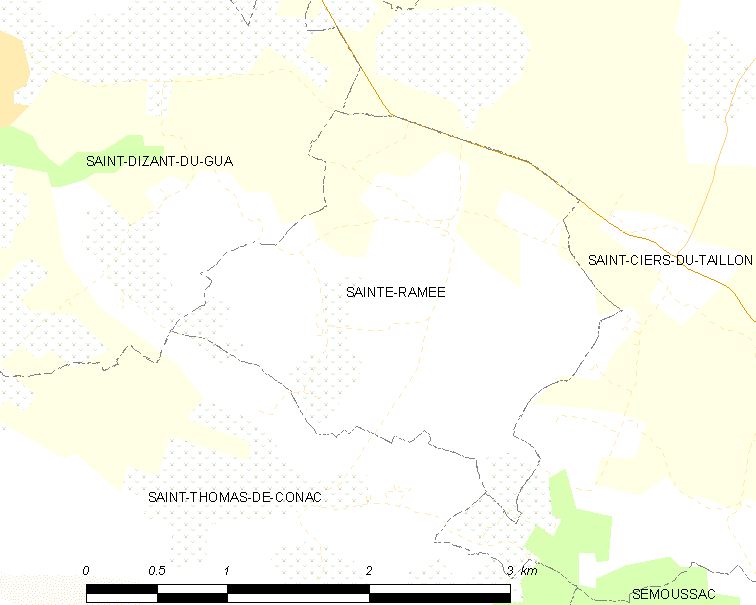
圣拉梅的OSM定位图

圣拉梅的时区为UTC+01:00、UTC+02:00（夏令时）。

## 行政
圣拉梅的邮政编码为17240，INSEE市镇编码为17390。

## 政治
圣拉梅所属的省级选区为蓬镇县。

## 人口

1962-2008年间圣拉梅人口变化图示

圣拉梅于2022年1月1日时的人口数量为114人。